# En duktig flickas handbok i mord
En duktig flickas handbok i mord (engelska: A Good Girl's Guide to Murder) är en brittisk TV-serie, baserad på Holly Jacksons roman med samma namn, som släpptes för första gången på BBC iPlayer i Storbritannien, den 1 juli 2024. Serien spelades in mellan juli och september 2023, och består i nuläget (augusti 2024) av en säsong med totalt sex avsnitt. Sedan den 1 augusti 2024 finns den även tillgänglig för internationell streaming på Netflix.

## Handling
Seriens handling kretsar kring tonårstjejen Pip Fitz-Amobi, som är missnöjd över den mordutredning, som tidigare har gjorts på en lokal skolflicka. Hon tar då saken i egna händer, och gör detta till ett enda stort skolprojekt. Men under tiden som Pip är mitt uppe i själva mordprojektet, så upptäcker hon att det är någon som försöker sätta stopp för allt det här, vilket får hennes liv till att sväva i stor livsfara.

## Rollista (i urval)
| Roll                   | Skådespelare         | Svensk röst               |
| ---------------------- | -------------------- | ------------------------- |
| Pippa (Pip) Fitz-Amobi | Emma Myers           | Filippa Steen             |
| Ravi Singh             | Zain Iqbal           | Benjamin Tesfazion        |
| Cara Ward              | Asha Banks           | Lilja Östervall Lyngbrant |
| Zach Chen              | Raiko Gohara         | Simon Näslund             |
| Connor Reynolds        | Jude Morgan-Collie   | Ejke Blomberg             |
| Lauren Gibson          | Yali Topol Margalith | Madeleine Martin          |
| Naomi Ward             | Yasmin Al-Khudhairi  | Hanna Björn               |
| Max Hastings           | Henry Ashton         | Vincent Werner            |
| Becca Bell             | Carla Woodcock       | Hanna Ardéhn              |
| Elliot Ward            | Mathew Baynton       | Vilhelm Blomgren          |
| Victor Amobi           | Gary Beadle          | Jamil Drissi              |
| Leanne Amobi           | Anna Maxwell Martin  | Tanja Lorentzon           |
| Andie Bell             | India Lillie Davies  | Ester Sjögren             |
| Salil (Sal) Singh      | Rahul Pattni         | Filip Lamprecht           |
| Emma Hutton            | Georgia Arron        | Linda Blomgren            |
| Dylan                  | Matthew Khan         | Phoenix Parnevik          |
| Daniel (Dan) Da Silva  | Jackson Bews         | Eddie Hultén              |
| Nat Da Silva           | Jessica Webber       | Amanda Krüger             |